# プロカム
株式会社プロカムは、かつて存在した、撮影など番組制作の技術に関する業務を行う企業。
2002年にTBSビジョンの技術本部が独立する形で設立。本社を東京都港区に置いていた。
2012年10月1日、同じ東京放送ホールディングス（TBSHD）の関連子会社である赤坂ビデオセンターと合併し、TBSテックス（現：TBSアクト）を設立した。

## 所在地
- 本社／技術部 - 東京都港区赤坂6-1-20　国際新赤坂ビル西館2階
- 技術本部 - 東京都港区赤坂7-6-38
- 編集／デザイン部 - 東京都港区赤坂5-3-6

## 主な事業
- TBS系の報道・スポーツニュースの取材技術。
- 同上系全般番組のスタジオ・ENG・中継業務の製作技術。
- 編集技術（VTR編集・オフライン編集・ノンリニア編集）・MA業務のポストプロダクション。

## 主な技術協力番組

### スポーツ&NEWS部

#### 2012年9月時点

##### TBS系
ニュース番組
- みのもんたの朝ズバッ!
- ひるおび!
- JNNニュース
- Nスタ
- NEWS23X
- みのもんたのサタデーずばッと
- 報道特集

スポーツ番組
- S☆1

##### その他の民放・BS局
ニュース番組
- 榊原・嶌のグローバルナビ（BS-TBS）

スポーツ番組
- 夢対決!とんねるずのスポーツ王は俺だ!スペシャル（テレビ朝日）
- 速報!甲子園への道（ABCテレビ、テレビ朝日）

#### 過去

##### TBS系
ニュース番組
- ニュースの森
- 総力報道!THE NEWS
  - THE NEWS
- NEWS23
- JNN報道特集
- JNN票決ライブ

スポーツ番組
- J-SPO
- J-SPORTS SUPER SOCCER PLUS

### 制作技術部

#### 2012年9月時点

##### TBS系
スタジオ技術
- みのもんたの朝ズバッ!
- はなまるマーケット
- ひるおび!
- 中居正広の金曜日のスマイルたちへ
- 情報7days ニュースキャスター
- 噂の!東京マガジン
- Asian Ace
- さんまのSUPERからくりTV
- オールスター感謝祭

ENG技術
- みのもんたの朝ズバッ!
- Nスタ
- 情報7days ニュースキャスター
- 世界遺産
- さんまのSUPERからくりTV
- もてもてナインティナイン

中継技術
- JNNニュース中継
- Super Soccer Plus
- J-LEAGUE WIDE
- オールスター感謝祭
- 日本有線大賞
- 輝く!日本レコード大賞
- CDTVスペシャル 年越しプレミアライブ

##### その他の民放・BS局
スタジオ技術
- ザ・プライムショー（WOWOW）

ENG技術
- プルミエール（WOWOW）
- MUSIC@DX（WOWOW）
- 大改造!!劇的ビフォーアフター（ABC朝日放送）

#### 過去

##### TBS系
スタジオ技術
- 関口宏の東京フレンドパークII
- どうぶつ奇想天外!
- うたばん
- 学校へ行こう!MAX
- R30
- ピンポン!
- 2時っチャオ!
- Take Me Out
- オールスター赤面申告!ハプニング大賞
- 新知識階級 クマグス
- ザ・ミュージックアワー
- 最先端IT情報SHOW 革命×テレビ
- さんま・玉緒のお年玉あんたの夢をかなえたろかスペシャル

ENG技術
- ブロードキャスター
- ZONE
- USO!?ジャパン
- サンデージャポン
- イブニング・ファイブ
- 学校へ行こう!MAX
- Take Me Out
- ミッションV6
- 最先端IT情報SHOW 革命×テレビ
- 解禁!(秘)ストーリー 〜知られざる真実〜
- 最強の男は誰だ!壮絶筋肉バトル!!スポーツマンNo.1決定戦
- K-1 WORLD MAX
- K-1 PREMIUM Dynamite!!
- HERO'S

##### その他の民放・BS局
ENG技術
- 旅の香り 時の遊び（テレビ朝日）
- HEY!HEY!HEY! MUSIC CHAMP（フジテレビ）
- ダウンタウンvs魔術師Dr.レオン!! 絶対見破るぞ史上最強マジックSP（日本テレビ）

### 編集部

#### 2012年9月時点

##### TBS系
ニュース・情報番組
- 王様のブランチ
- 情報7days ニュースキャスター
- ひるおび!

スポーツ番組
- Super Soccer Plus
- 格闘王子
- MLB侍
- マスターズ・トーナメント
- 世界陸上
- 世界バレー

バラエティ番組
- アッコにおまかせ!

ドラマ
- 女子刑務所東三号棟

##### その他の民放・BS局
- ザ・プライムショー（WOWOW）

#### 過去

##### TBS系
ニュース・情報番組
- ブロードキャスター
- 水曜ノンフィクション

スポーツ番組
- 格闘王
- MLB主義
- 世界バレーTV Val!

バラエティ番組
- R30
- オビラジR
- Take Me Out

ドラマ
- あなたの人生お運びします
- 末っ子長男姉三人
- 離婚旅行
- オレンジデイズ
- 今夜ひとりのベッドで
- 誰よりもママを愛す
- パパとムスメの7日間
- ハタチの恋人
- 続・夫婦道